# Gmina Jedwabno
Gmina Jedwabno je polská vesnická gmina v okrese Szczytno ve Varmijsko-mazurském vojvodství. Sídlem gminy je ves Jedwabno. V roce 2024 zde žilo 3 439 obyvatel.
Gmina má rozlohu 311,51 km², zabírá 16,11% rozlohy okresu. Skládá se ze 17 starostenství.

## Části gminy
StarostenstvíBrajniki, Burdąg, Czarny Piec, Dłużek, Jedwabno, Kot, Lipniki, Małszewo, Narty, Nowe Borowe, Nowy Dwór, Piduń, Rekownica, Szuć, Waplewo, Witowo, Witówko
Sídlo bez statusu starostenstvíDzierzki, Dębowiec, Nowy Las, Warchały